# OneWebDay
A OneWebDay a világháló napja, amellyel a szervezők próbálják felhívni a figyelmet arra, milyen nagy mértékben az életünk részévé vált az internet, és összefogja az online világ „állampolgárait”. Szeptember 22-én tartják.

## Története
Az első OneWebDay-t 2006. szeptember 22-én tartották. Az ötletgazda Susan P. Crawford volt, aki létrehozta az ünnep weboldalát, számos városba elutazva buzdította az embereket a részvételre, és meggyőzte a napot népszerűsítők kezdeti csoportját. David Weinberger, Mary Hodder és David Isenberg is részt vett az esemény tervezésében 2005–06 között. Az első OneWebDay főünnepélyén, a New York-i Battery Parkban Craig Newmark, Scott Heiferman és Drew Schutte szerepelt a szónokok között.
A 2008-as OneWebDay-t már több mint 30 helyen ünnepelték világszerte. A Washington Square Park-i ünnepélyen Crawford mellett megszólaltJohn Perry Barlow, Jonathan Zittrain, Craig Newmark és Lawrence Lessig.
2009 májusában, miután Susan Crawford Obama tanácsadója lett, Mitch Kapor vette át a OneWebDay vezetését. Ekkor jelentették be azt is, hogy a Ford Foundation nagy összegű adományt ajánlott fel nekik.